# Felice Schragenheim
Felice Rahel Schragenheim (Berlijn, 9 maart 1922 - Bergen-Belsen, maart 1945) was een Duits-Joodse verzetsstrijdster. Tijdens de Tweede Wereldoorlog kreeg ze een liefdesrelatie met de echtgenote van een Wehrmachtsoldaat. Haar levensverhaal werd bekend door het boek Aimée & Jaguar: A Love Story, Berlin 1943 (1994) van Erica Fischer en de gelijknamige film uit 1999.

## Jeugd
Felice Schragenheim werd geboren op 9 maart 1922 in Berlijn. Ze was de dochter van Erna en Albert Schragenheim die beiden tandarts waren. Schragenheim groeide op in een Joods middenklasse gezin met een oudere zus in de wijk Berlin-Tiergarten waar haar ouders een tandartsenpraktijk hadden. Door een oud-klasgenoot werd ze omschreven als: 'slim, belezen, zeer alert, atletisch, soms brutaal en wonderbaarlijk gelukkig... ze had een innerlijk charisma dat uit haar grote, lichtbruine en grijsgroene ogen straalde'.
Ze verloor op jonge leeftijd haar beide ouders: haar moeder kwam in 1930 om bij een auto-ongeval en haar vader stierf in 1935 aan een hartaanval. Na de dood van haar ouders werd de zorg voor haar en haar zus overgenomen door hun stiefmoeder.

## Tweede Wereldoorlog
Na de Kristallnacht van 9 op 10 november 1938 moest ze haar opleiding aan het Bismarck-Lyceum in Grunewald afbreken waardoor ze geen eindexamen kon doen. Ze deed enkele pogingen naar Palestina, Australië en haar oom in de Verenigde Staten te emigreren, maar dit mislukte. Ze had de droom om net als haar oom Lion Feuchtwanger journalist of schrijver te worden, maar ze moest dwangarbeid verrichten in een flessendoppenfabriek. In augustus 1942 werd haar oma, haar laatst levende familielid in Duitsland, naar Theresienstadt gedeporteerd. Nadat ze in oktober 1942 zelf een deportatiebevel ontving, veinsde ze zelfmoord en dook ze onder. Als onderduikster nam ze de naam 'Felice Schrader' aan.

### Ontmoeting en relatie met Lilly Wust
Ze dook onder meer onder bij een niet-Joodse vriendin die tevens bij het verzet betrokken was. Deze vriendin deed haar Pflichtjahr, een verplicht dienstjaar voor jonge, ongehuwde vrouwen tussen 17 en 25 jaar, bij het gezin van Charlotte Elisabeth ('Lilly') Wust in Berlijn-Wilmersdorf. Wust had vier kinderen en haar echtgenoot was Wehrmachtsoldaat. Eind november 1942 leerde Schragenheim haar via haar vriendin kennen in een koffiebar.
De twee vrouwen waren onder de indruk van elkaar en vormden al snel een vriendschapsband. Schragenheim bleef steeds langer bij haar thuis wanneer ze haar vriendin kwam ophalen, en de woning van Wust werd een ontmoetingsplek voor Schragenheim en haar vriendenkring. Doordat Wust extra voedselbonnen kreeg, was het mogelijk voor haar om etentjes te organiseren. Schragenheim begon romantische toespelingen richting Wust te maken, kocht cadeaus en bloemen voor haar, en schreef haar brieven en gedichten. Al snel ontstond een liefdesrelatie tussen Wust en Schragenheim.
Na 18 februari 1943, de dag van de Sportpalast-rede van Joseph Goebbels, verliet Schragenheim Berlijn en trok in bij vrienden die in de bergen woonden. Door middel van brieven bleef ze in contact met Wust. Toen Wust in maart 1943 in het ziekenhuis was opgenomen, bracht Schragenheim haar een bezoek en kusten ze voor het eerst. In mei 1943 trok Schragenheim bij Wust in, onder het voorwendsel dat ze zou helpen bij de zorg voor de kinderen.  Op 26 juni 1943 hielden de twee een geheime, onofficiële, trouwceremonie.

### Verzet
Hoewel ze ondergedoken was, wist ze in de zomer van 1944 een baan te krijgen bij een nazi-krant in Berlijn. Informatie over de militaire situatie speelde ze door aan vrienden in het verzet. Daarnaast was ze actief betrokken bij het helpen van Joden om het land te ontvluchten en regelde ze onder meer valse identiteitsbewijzen, distributiebonnen en contant geld.
Het was voor Schragenheim lastig om haar regelmatige afwezigheden te verklaren. Nadat de twee ruzie kregen en Wust dreigde Schragenheim uit huis te zetten, vertelde Schragenheim de waarheid over haar Joodse identiteit en haar werk voor het verzet. Wust bleef ze haar trouw en scheidde in de zomer van 1943 van haar echtgenoot. Volgens een dagboekaantekening van Wust had de bekentenis de band tussen de twee alleen maar versterkt. Doordat Wust voor de buitenwereld de vrouw van een Wehrmachtmilitair was en ontvanger was van een het Moederkruis, leefde Schragenheim in relatieve veiligheid.

### Arrestatie en deportatie
Schragenheim en Wust werden op 21 augustus 1944 door de Gestapo opgepakt nadat ze waren teruggekeerd van een excursie naar de rivier de Havel. Schragenheim had geprobeerd te vluchten naar het appartement van een buurman, maar ze werd door een andere buur verraden. Na het verhoor werd Wust vrijgelaten, maar Schragenheim werd overgebracht naar een Joods verzamelkamp, gesitueerd in een voormalig Joods ziekenhuis, in Wedding. Daar zagen ze elkaar op 7 september 1944 voor de laatste keer.
Schragenheim werd op 8 september 1944 naar Theresienstadt gedeporteerd. Wust reisde naar het kamp, maar mocht haar niet zien. Om contact te houden, stuurde ze haar pakketten met voedsel en kleding. Een maand later, op 9 oktober 1944, volgde een deportatie naar Auschwitz. Vanuit Auschwitz maakte Schragenheim samen met 1000 andere vrouwelijke gevangenen een voettocht naar Kurzbach, in een buurt van Breslau, een nevenkamp van Groß-Rosen. Aldaar moest ze tankvallen graven en boomstammen slepen.
In november 1944 kreeg Schragenheim roodvonk en werd ze ernstig ziek opgenomen in het ziekenhuis in Trachenberg waar ze tot midden november bleef. Vanuit het ziekenhuis schreef ze enkele brieven naar Wust in Berlijn. Op 25 januari 1945 begon de evacuatie van het kamp en werden de gevangenen op een achtdaagse dodentocht gestuurd naar Groß-Rosen. Na twee weken gingen ze per open veewagons naar Bergen-Belsen.

### Overlijden
Haar exacte sterfdatum is onbekend. Volgens documenten van een familielid overleed ze in maart 1945 in Bergen-Belsen; haar officiële overlijdensdatum is vastgesteld op 31 december 1944, met als doodsoorzaak een embolie.

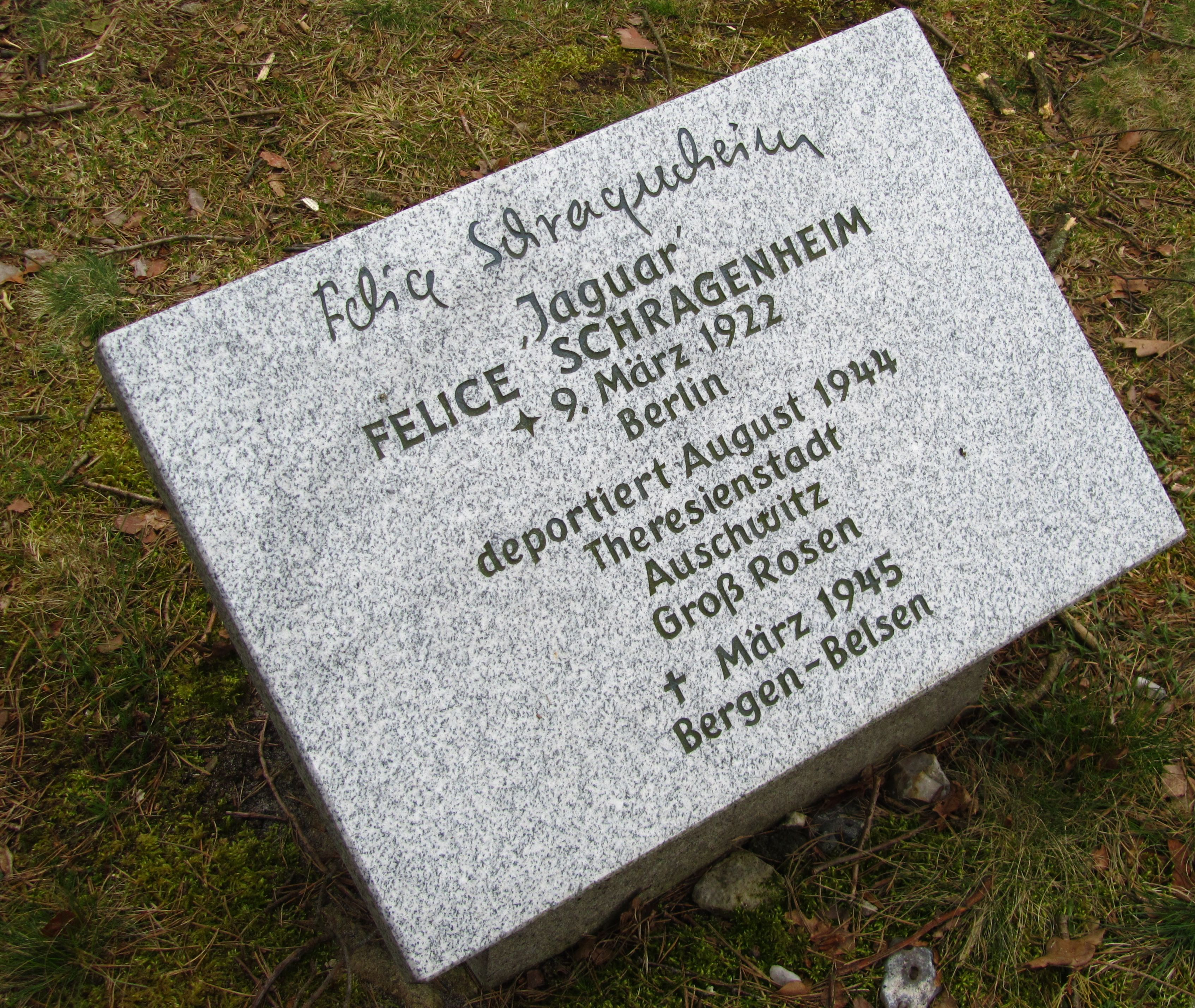
Gedenksteen voor Felice Schragenheim in Bergen-Belsen

## Eerbetonen
Haar levensverhaal werd bekend door het boek Aimée & Jaguar: A Love Story, Berlin 1943 (1994), vernoemd naar de koosnamen die ze elkaar gaven, van Erica Fischer. In 1999 kwam de gelijknamige film uit. In de film wordt de rol van Schragenheim vertolkt door Maria Schrader.
Op 22 oktober 2004 werd een Stolperstein geplaatst voor Schragenheim aan de Friedrichshaller Straße 23 in Berlijn. In Bergen-Belsen is een gedenksteen voor haar geplaatst.
- Bibliothèque nationale de France: cb12445047t (data)
- Gemeinsame Normdatei: 124237835
- International Standard Name Identifier: 0000 0000 9789 7459
- Library of Congress Control Number: n94065392
- Nationale Bibliotheek van Tsjechië: ola2003167556
- Nationale Bibliotheek van Israël: 987007432953305171
- Nationale Bibliotheek van Polen: a0000001896706
- Nederlandse Thesaurus van Auteursnamen: 125151411
- Système universitaire de documentation: 033599408
- Virtual International Authority File: 64934734
- WorldCat: E39PBJB4bJB4phmKpVJQYhpVmd